# Bucium (okręg Hunedoara)
Bucium – wieś w Rumunii, w okręgu Hunedoara, w gminie Orăștioara de Sus. W 2011 roku liczyła 325 mieszkańców.